# Горкун Валентин Миколайович
Горку́н Валенти́н Микола́йович (*19 липня 1982, село Бирлівка) — український футболіст.
Народився в селі Бирлівка Драбівського району Черкаської області. Вихованець СДЮШ № 1 міста Черкаси, перший тренер Блуд О. М.

## Статистика виступів

### Професіональна ліга
| Сезон     | Команда                | Ліга         | Чемпіонат | Чемпіонат | Кубок | Кубок |
| Сезон     | Команда                | Ліга         | Матчі     | Голи      | Матчі | Голи  |
| --------- | ---------------------- | ------------ | --------- | --------- | ----- | ----- |
| 1998–1999 | ФК Черкаси             | Перша ліга   | 1         | 0         | 0     | 0     |
| 1999–2000 | ФК Черкаси             | Перша ліга   | 16        | 1         | 0     | 0     |
| 2000–2001 | ФК Черкаси             | Перша ліга   | 28        | 5         | 1     | 0     |
| 2000–2001 | Черкаси-2              | Друга ліга   | 2         | 0         | 0     | 0     |
| 2001–2002 | ФК Черкаси             | Друга ліга   | 28        | 3         | 4     | 3     |
| 2002–2003 | Система-Борекс         | Перша ліга   | 16        | 3         | 1     | 0     |
| 2002–2003 | Чорноморець (Одеса)    | Вища ліга    | 6         | 0         | 0     | 0     |
| 2002–2003 | Чорноморець-2          | Друга ліга   | 4         | 4         | 0     | 0     |
| 2003–2004 | Чорноморець (Одеса)    | Вища ліга    | 2         | 0         | 1     | 0     |
| 2003–2004 | Чорноморець-2          | Друга ліга   | 1         | 1         | 0     | 0     |
| 2003–2004 | МФК Миколаїв           | Перша ліга   | 7         | 2         | 0     | 0     |
| 2003–2004 | Металіст (Харків)      | Перша ліга   | 3         | 1         | 0     | 0     |
| 2004–2005 | Металіст (Харків)      | Вища ліга    | 1         | 0         | 0     | 0     |
| 2004–2005 | Металіст (Харків)      | Дублери      | 15        | 5         | 0     | 0     |
| 2005–2006 | Кривбас-2              | Друга ліга   | 11        | 0         | 0     | 0     |
| 2005–2006 | Кривбас                | Дублери      | 4         | 1         | 0     | 0     |
| 2005–2006 | Поділля (Хмельницький) | Перша ліга   | 15        | 4         | 0     | 0     |
| 2006–2007 | Геліос (Харків)        | Перша ліга   | 28        | 5         | 1     | 0     |
| 2007–2008 | Геліос (Харків)        | Перша ліга   | 29        | 5         | 1     | 0     |
| 2008–2009 | Зірка (Кіровоград)     | Друга ліга   | 26        | 4         | 2     | 0     |
| 2009      | Кайсар (Казахстан)     | Прем'єр-ліга | 13        | 3         | 2     | 0     |
| 2009–2010 | ФК Львів               | Перша ліга   | 11        | 1         | 0     | 0     |
| 2010–2011 | ФК Суми                | Друга ліга   | 20        | 7         | 0     | 0     |
| 2011–2012 | ФК Суми                | Друга ліга   | 12        | 2         | 2     | 0     |
| 2011–2012 | Славутич (Черкаси)     | Друга ліга   | 9         | 0         | 0     | 0     |

## Досягнення
- Бронзовий призер першості України серед команд 1-ї ліги у сезоні 1999—2000
- Срібний призер турніру серед дублюючих команд сезону 2004—2005
- Переможець турніру серед команд другої ліги, групи «Б» сезону 2008—2009
- У вищій лізі України провів 10 матчів (Чорноморець (Одеса) — 9 матчів та Металіст (Харків) — 1 матч)
- За юніорську збірну України провів 1 матч у 2001 році